# La Motte-Saint-Martin
La Motte-Saint-Martin är en kommun i departementet Isère i regionen Auvergne-Rhône-Alpes i sydöstra Frankrike. Kommunen ligger i kantonen La Mure som tillhör arrondissementet Grenoble. År 2022 hade La Motte-Saint-Martin 454 invånare.

## Befolkningsutveckling
Antalet invånare i kommunen La Motte-Saint-Martin
Referens:INSEE